# Eymouthiers
Eymouthiers é uma comuna francesa na região administrativa da Nova Aquitânia, no departamento de Charente. Estende-se por uma área de 8,68 km². Em 2010 a comuna tinha 312 habitantes (densidade: 35,9 hab./km²).